# Culex bolii
Culex bolii är en tvåvingeart som beskrevs av Sirivanakarn 1968. Culex bolii ingår i släktet Culex och familjen stickmyggor. Inga underarter finns listade i Catalogue of Life.